# Geranomyia anthina
Geranomyia anthina är en tvåvingeart som först beskrevs av Alexander 1945.  Geranomyia anthina ingår i släktet Geranomyia och familjen småharkrankar.
Artens utbredningsområde är Peru. Inga underarter finns listade i Catalogue of Life.